# HC Rovereto
Le HC Rovereto était un club de handball qui se situait à Rovereto en Italie. 

## Palmarès
- Championnat d'Italie (4) : 1974, 1975, 1978, 1980.
  - Deuxième en 1971, 1973, 1976, 1977 et 1979
- Coupe d'Italie (4) : 1975, 1976, 1977, 1980.